# Красота

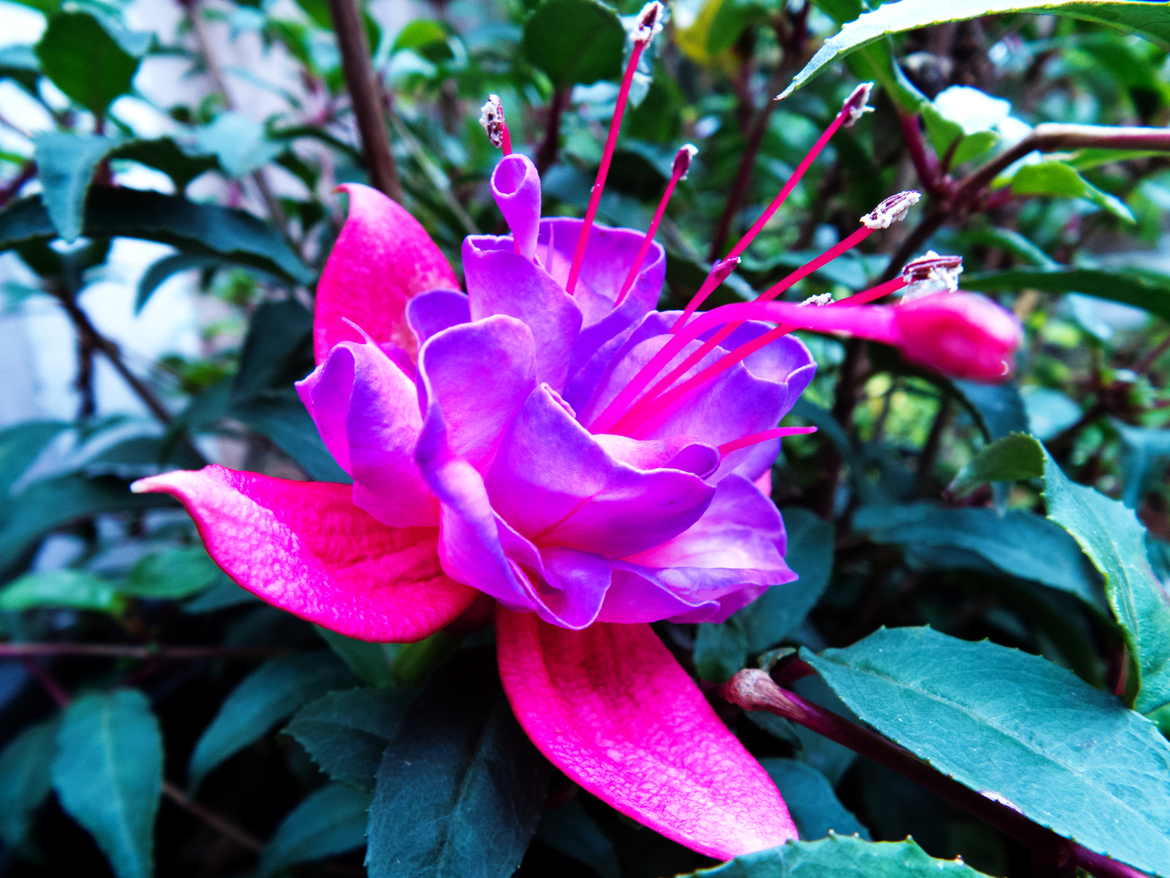
Цветы считаются одним из ярчайших примеров природной красоты.

Красота́ — эстетическая (неутилитарная, непрактическая) категория, обозначающая совершенство, гармоничное сочетание аспектов объекта, при котором последний вызывает у наблюдателя эстетическое наслаждение. Красота является одной из важнейших категорий культуры. Противоположностью красоты является безобразие. 

## В разных языках
Слово красота входит в состав различных женских имён: Зиба (перс.), Белла (лат.), Джамиля (ар.), Гузель (тюрк.), Адема (казахский).

## Концепции

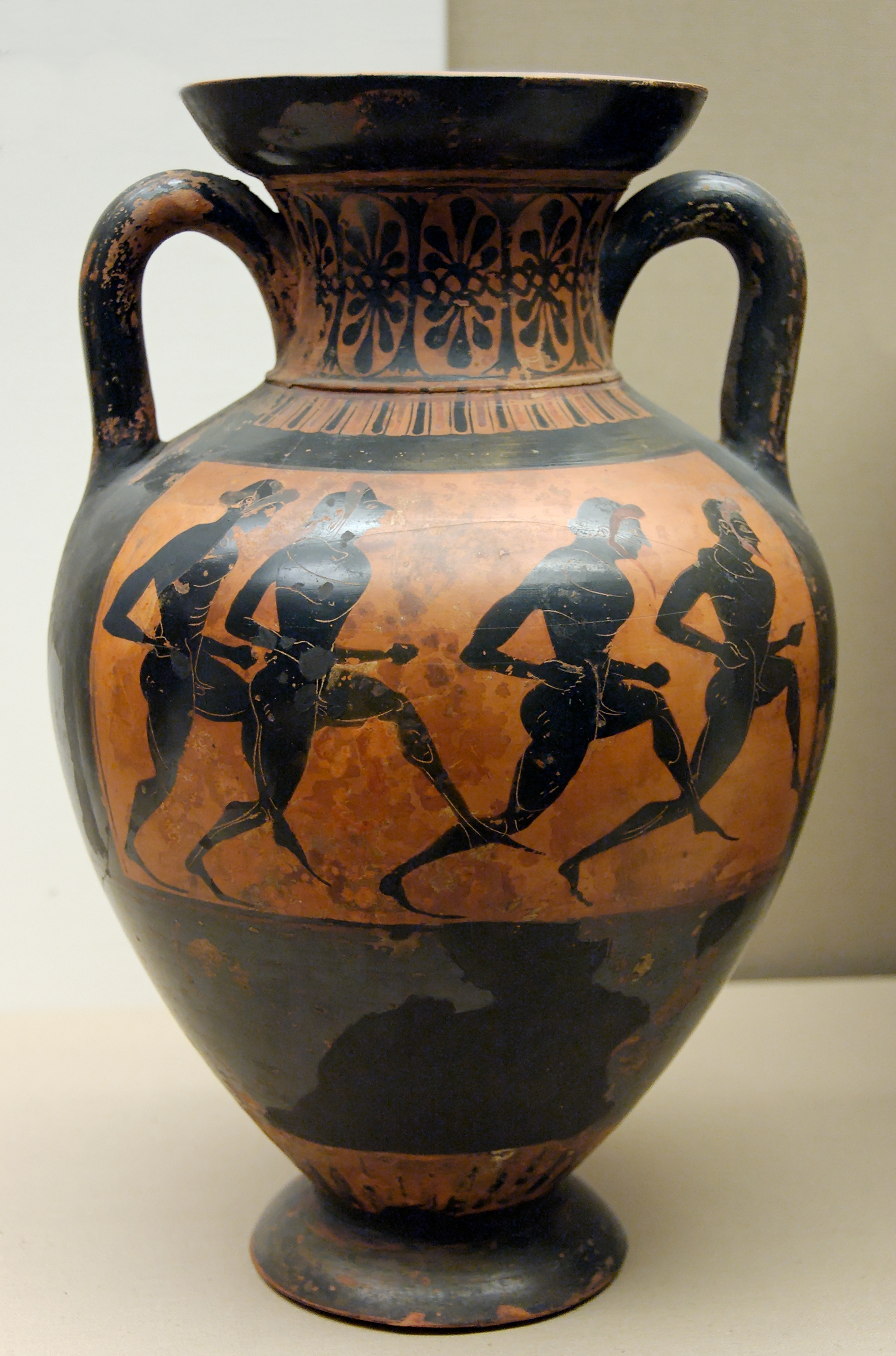
Греческая амфора

Древнегреческими философами красота воспринималась как явление объективное и онтологическое по своей сути, связанное с совершенством Универсума, с пониманием космоса как миропорядка, целесообразности, украшения.
- Школа Пифагора связывала воедино красоту и математику, отмечая, что предметы, чьи пропорции находятся в соответствии с золотым сечением, кажутся более красивыми[3]. Классическая греческая архитектура основывалась на этом понимании красоты.
- Со времён Сократа красота начинает рассматриваться не только в онтологическом смысле, но и как категория разума, сознания. Для самого Сократа красота являлась одной из важнейших категорий мироздания.
- Аристотелем понятие красоты как олицетворения блага, совершенства, относилось к сугубо нравственной, нерассудочной категории.
- По Платону, до рождения человек пребывает в сфере красоты и чистой мысли. Восприятие красоты и блага (добра) как высшей идеи является основным мотивом его философского творчества.
- Калокагатия — распространённая в античной философии концепция гармоничного сочетания физических (внешних) и нравственных (душевных, внутренних) достоинств как идеала воспитания человека.

Восприятие красоты античными философами было обобщено в работах Плотина, где, в частности, красота получала функцию возводящей к божественному и прекрасному. Обширное издание «История Красоты» под редакцией Умберто Эко рассматривает историю восприятия красоты на протяжении человеческой истории. В частности, он указывает, что Платон положил начало двум наиболее значительным концепциям Красоты, разработанным в последующие века:
1. Красота как гармония и пропорциональность частей (восходящая к Пифагору)[6].
2. Красота как сияние, описанная в диалоге Федр и повлиявшая на идеи неоплатонизма[7].

Также в данном исследовании указываются следующие аспекты:
- Обычно прекрасной мы называем вещь пропорциональную.
- Симметрия стала одним из канонов прекрасного в классическом искусстве.

Затем Эко указывает, что на более зрелой стадии развития средневековой мысли Фома Аквинский скажет, что для Красоты необходима:
- не только надлежащая пропорциональность,
- но также целостность (то есть каждая вещь должна иметь все составляющие части, а увечное тело считается уродливым),
- сияние (ибо прекрасным считается то, что окрашено в чистый цвет),
- пропорциональность, или созвучие.

В православии нерукотворная красота (красота природы и человека) понимается как проявление славы Бога-Творца: «ибо от величия красоты созданий сравнительно познается Виновник бытия их» (Прем. 13:5); св. Иоанн Лествичник приводит в «Лествице» пример человека, который, увидев необыкновеную женскую красоту, прославил создавшего её Бога (ср. Бог-Художник).

## Восприятие в искусстве
В настоящее время существует предположение, что наше восприятие красоты — инстинктивное, закрепившееся в памяти человека благодаря множеству предшествующих поколений живых существ с их бессознательным опытом, а также тысячам поколений людей с опытом осознаваемым.

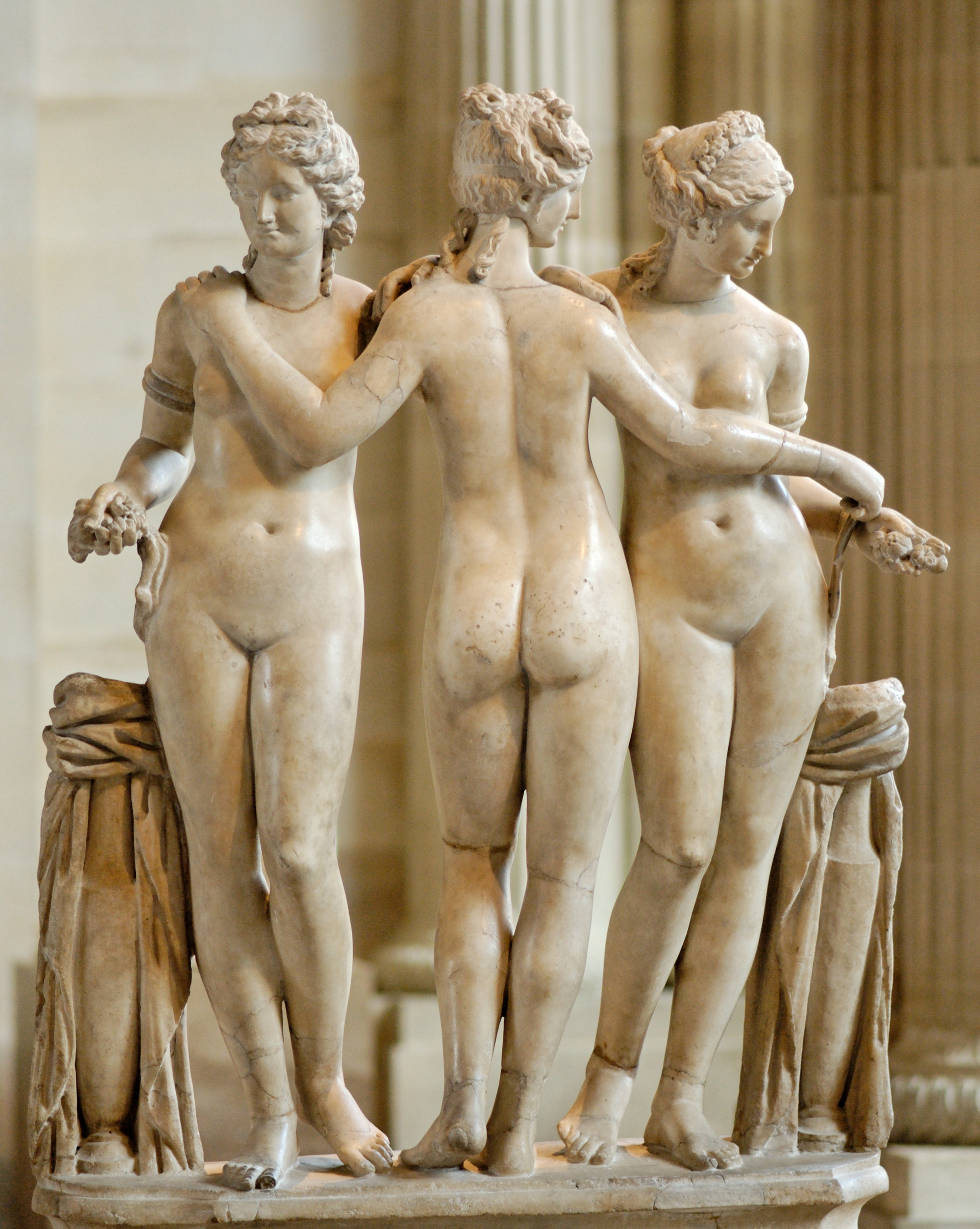
Хариты. Копия древнегреческой скульптуры
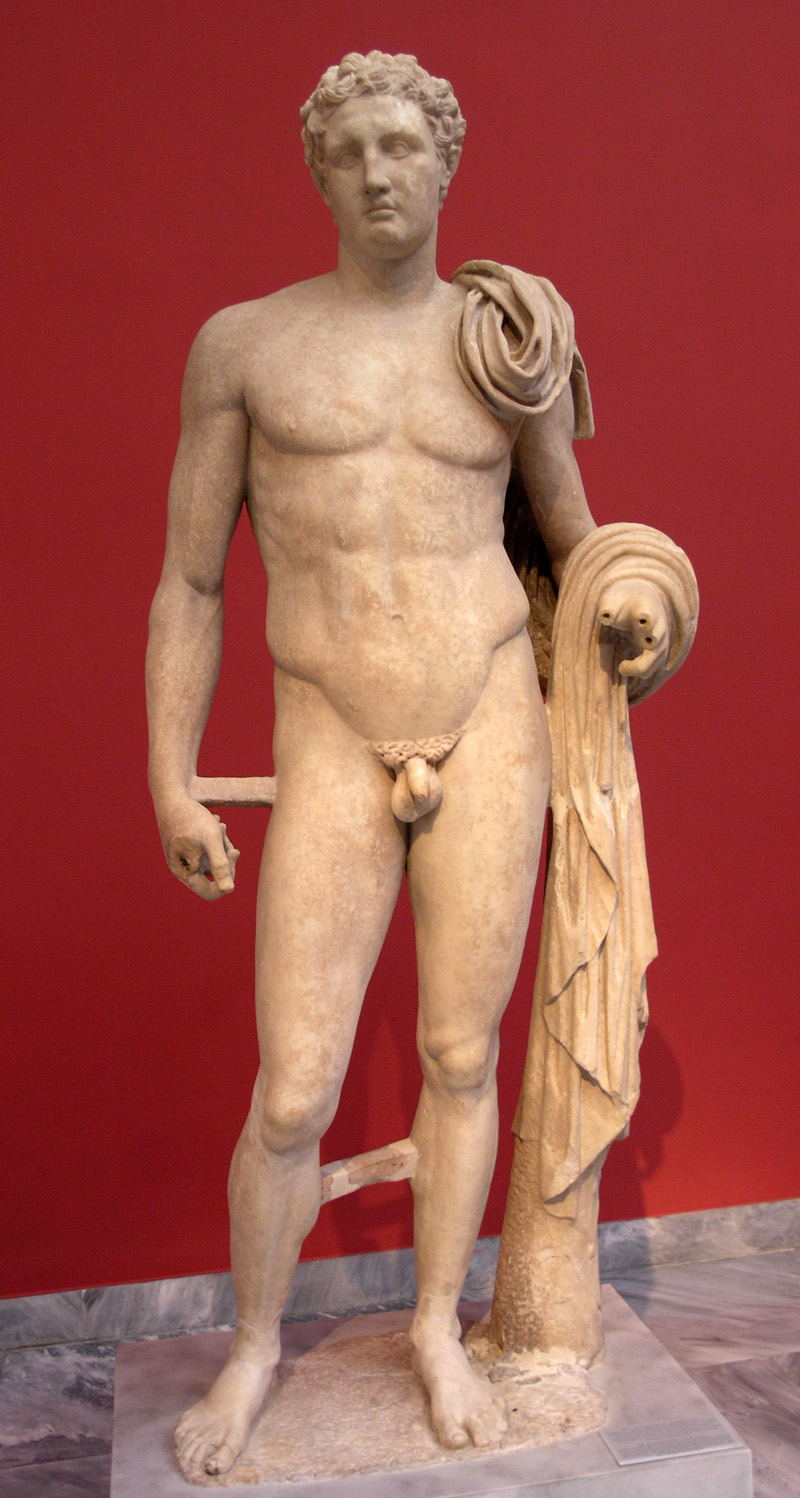
Гермес. Древнегреческая скульптура
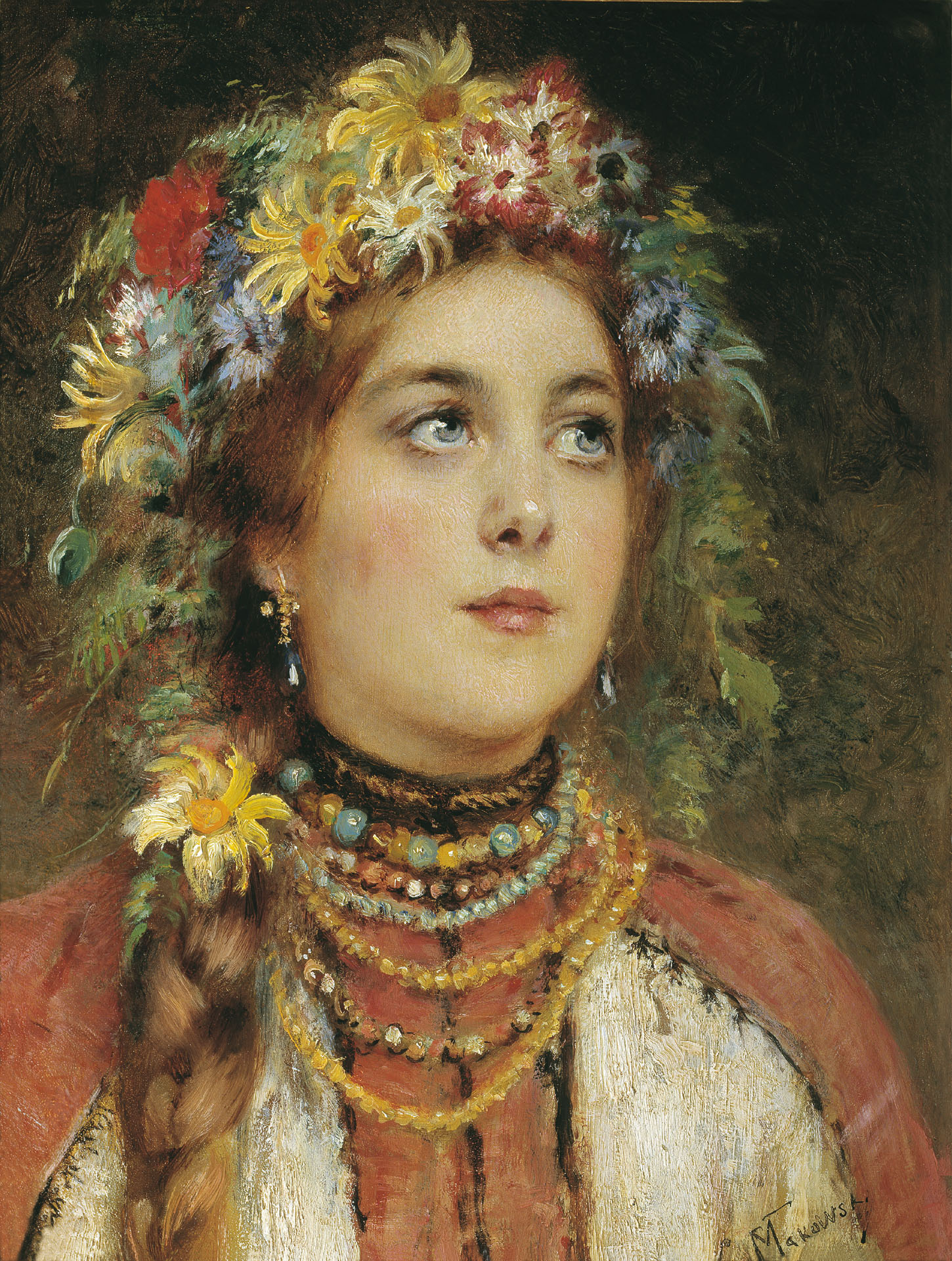
«Русская красавица». Константин Маковский
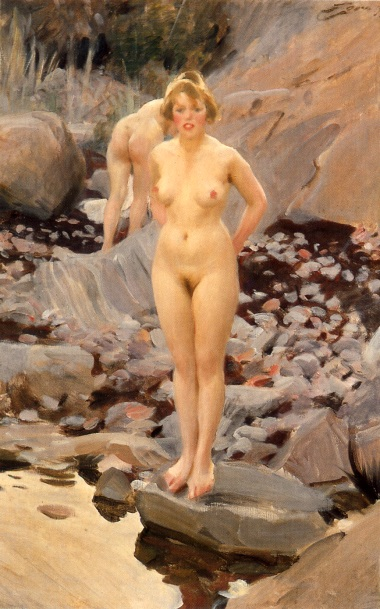
«Хельга». Андерс Цорн, 1917
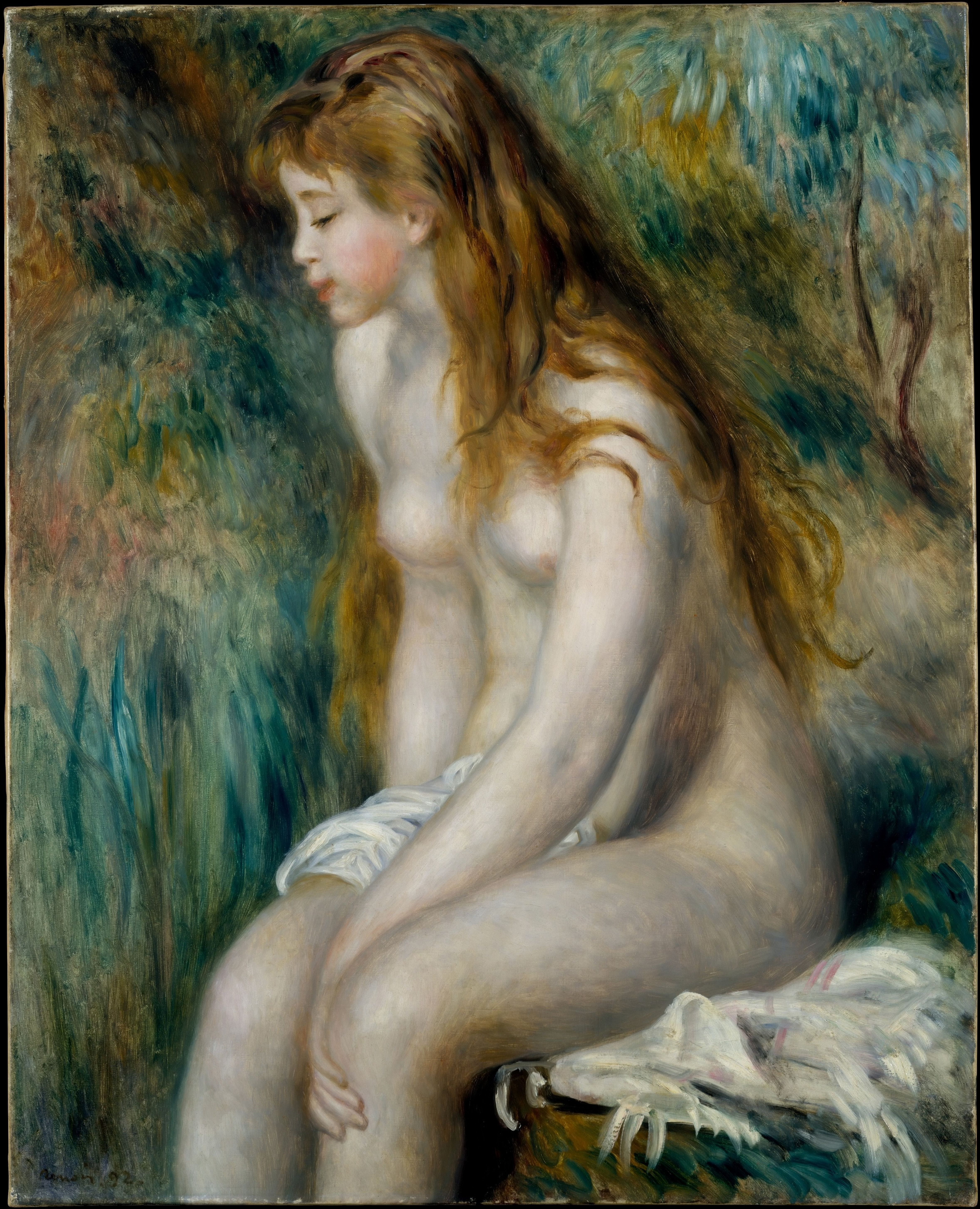
«Купальщица». Огюст Ренуар, 1893
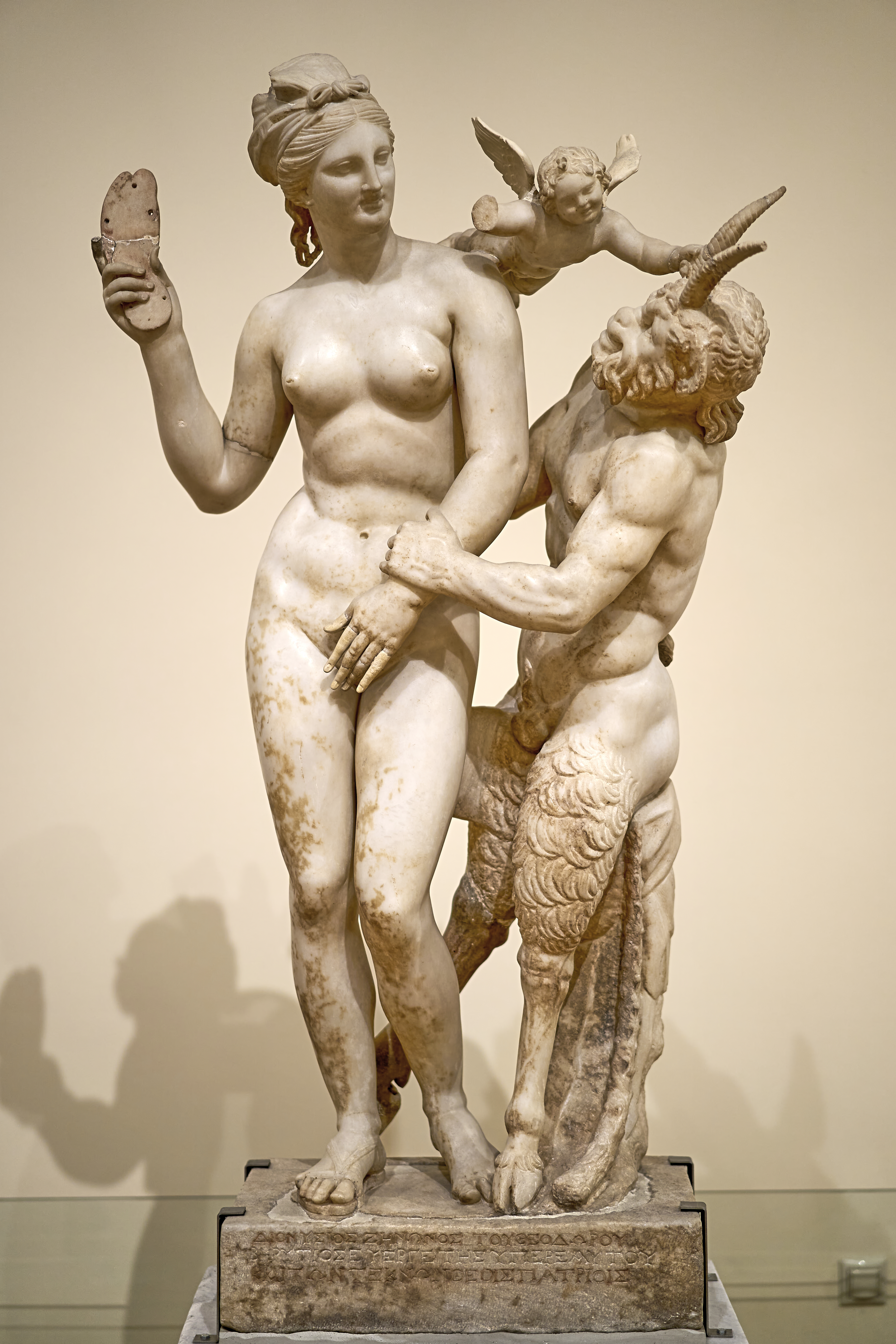
Афродита, Эрот и Пан
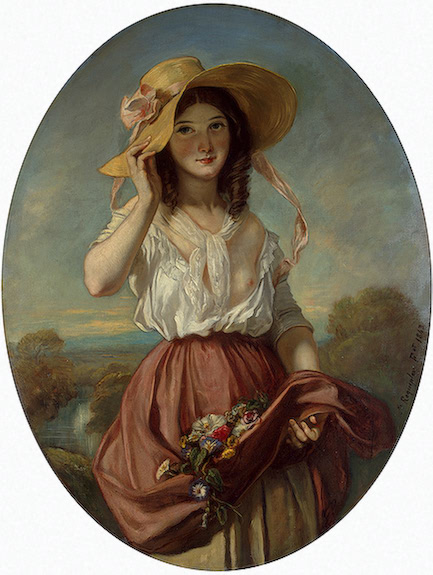
«Девушка с цветами». Камиль Рокплан
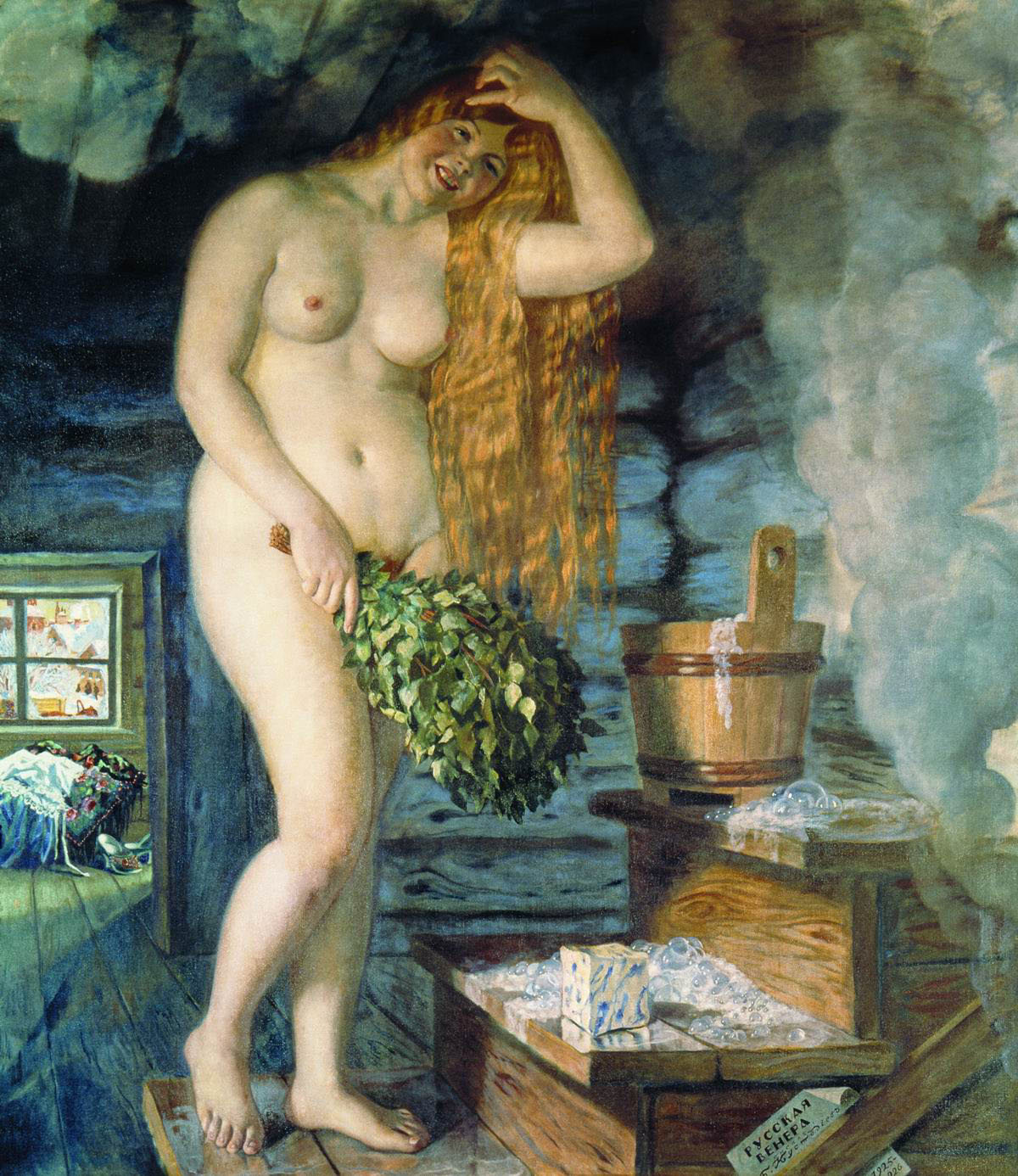
«Русская Венера». Б. Кустодиев
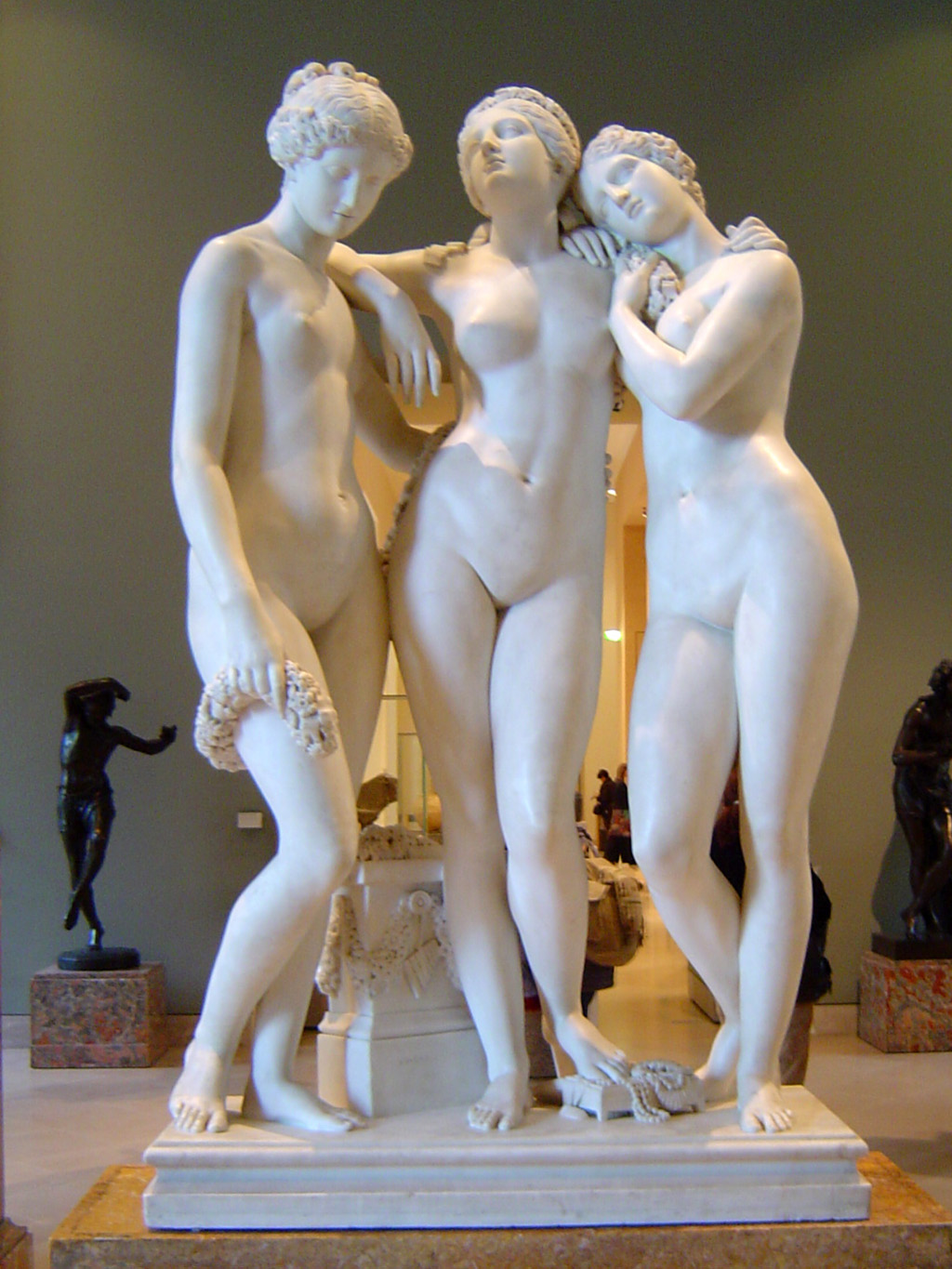
«3 грации». Прадье, Жан Жак, 1831

### Эрос и красота физическая
Мужчины и женщины красивы, когда они нравятся противоположному полу. Воспринимая женщину/мужчину как своего возможного партнёра, мы никогда не ошибаемся, какому полу что нужно. Здесь действует «опыт предшествующих поколений».
Разностороннее развитие человеческого тела достигается большим трудом — так же, как и все другие достижения.

### Духовная красота
В человеке должно быть всё прекрасно: 
и лицо, и одежда, и душа, и мысли.
Помимо физической красоты, в человеческой культуре сформировалось представление о нравственной, духовной красоте. Эта категория применима к людям независимо от их возраста и пола и определяет отношение к практичности, доброте, уравновешенности, порядочности человека. Для детей, подростков и молодых людей в это понятие также включаются такие характеристики, как «невинность», «непорочность» и другие.

## Эталоны физической красоты в разных культурах
История показывает, что образцы, «стандарты» красоты очень сильно меняются в разных странах и культурах. Помимо очевидного предпочтения людей без выраженной физической асимметрии тела, а также «средних» по внешнему виду (в каждой расе — свои эталоны), существуют иные, меняющиеся культурные предпочтения.
В древней Греции и Риме эталоны моды мужской и женской красоты были практически неотличимы от эталонов моды начала XX века, века развития олимпийского движения.
В Средние века можно отметить моду на бледность и худобу, но в эпоху барокко, напротив, появляется мода на полнотелость (например, на картинах Рубенса) и на потенциальную плодовитость (картины голландских мастеров — например, дамы Терборха).

### XXI век

#### Эталоны женской красоты
И если красота её поблёкнет,

То, думаю, создатель красоты,

При гибели прекрасного созданья,

Утратить должен более, чем я.
В настоящее время «высокая мода» представляет стандарт женской красоты как чрезвычайно худую, стройную, очень высокую фигуру с очень узкой талией и длинными ногами. Женщина должна обладать грациозной фигурой, фотогеничностью и иметь знаменитые параметры 90 — 60 — 90.

##### В России

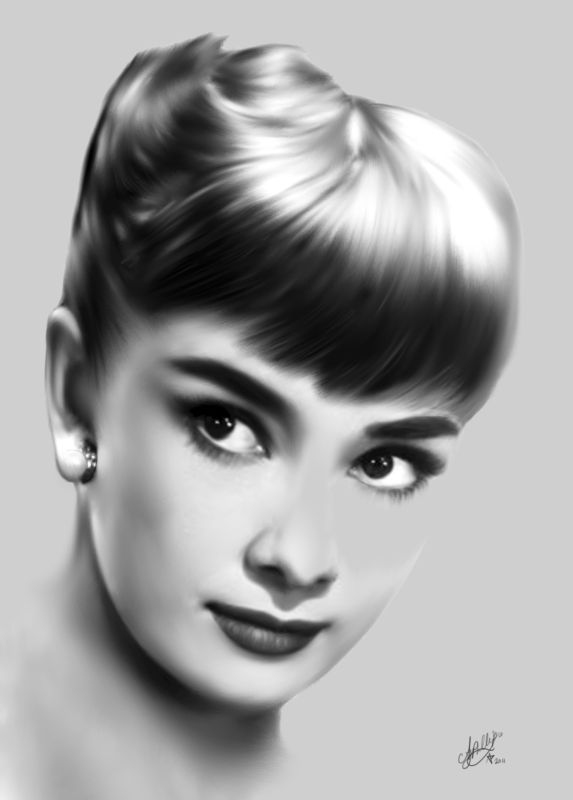
Одри Хепбёрн — британская и американская актриса

В 2011 году сотрудники Южного федерального университета впервые провели исследование сущности женской красоты. Участникам исследования было предложено ответить на вопросы о том, есть ли у них идеал красивой женщины и кого они считают своим идеалом. В результате опроса выяснилось, что для большинства респондентов красота имеет конкретный визуальный образ реальных людей. Около 30 процентов указали на собирательный образ красивой женщины, созданный под влиянием образцов, тиражируемых на телевидении. Чаще других опрошенные называли имена Одри Хепбёрн, Мэрилин Монро и Анджелины Джоли. В ответах молодых участников опроса звучали имена только западных красавиц, а люди более старшего поколения иногда называли имена Валентины Толкуновой и Ирины Алфёровой.
При описании эталона женской красоты большая доля опрошенных описали её стройной, с длинными волосами и большими глазами. Женщины отмечали такие важные факторы как внешняя опрятность и ухоженность, а также аккуратность. Мужчины больше значения придавали цвету волос и глаз. При анализе фотографий известных людей, названных в качестве идеала красоты, сложилась такая картина: это брюнетка с большими, яркими, выразительными глазами, средней комплекции и с пропорциональной фигурой. За брюнеток голосовало большее, чем за блондинок.
В итоге получился следующий портрет красивой женщины: рост от 158 до 175 сантиметров вес от 48 до 64 килограмм, стройная и пропорциональная фигура, глаза зелёные или карие, ресницы пушистые и густые, волосы густые здоровые, губы чувственные, руки и ногти ухоженные, кожа гладкая чистая. Редко упоминалась миниатюрность, короткие волосы, отсутствие макияжа, и классические пропорции 90-60-90. В последнее время наблюдаются изменения в представлениях о красивой фигуре — это не худоба, а средняя, «здоровая» женская фигура.
А вот при описании характера красивой женщины на первом месте оказались обязательными такие качества как доброта, ум и умение понимать, а также отзывчивость, нежность и чувство юмора. Женщины чаще указывали на мудрость и уверенность в себе, а мужчины — на общительность и нежность. Помимо этого кандидатка на звание прекраснейшей должна быть умной, вежливой, неглупой, гармоничной, харизматичной, любящей, целеустремлённой, воспитанной, интересной в общении и обаятельной. Большинство опрошенных считают, что у красивой женщины обязательно должно быть высшее или незаконченное высшее образование.

#### Эталоны мужской красоты
Итальянцы признаны самыми красивыми мужчинами в мире, при этом редеющая с годами шевелюра и появляющиеся морщины далеко не всегда влекут за собой потерю привлекательности.

## Конкурсы красоты
Конкурс красоты — это соревнование, в котором определяется самый красивый участник. Зачастую в таких конкурсах требуется проявить различные таланты, интеллект или ораторское искусство.

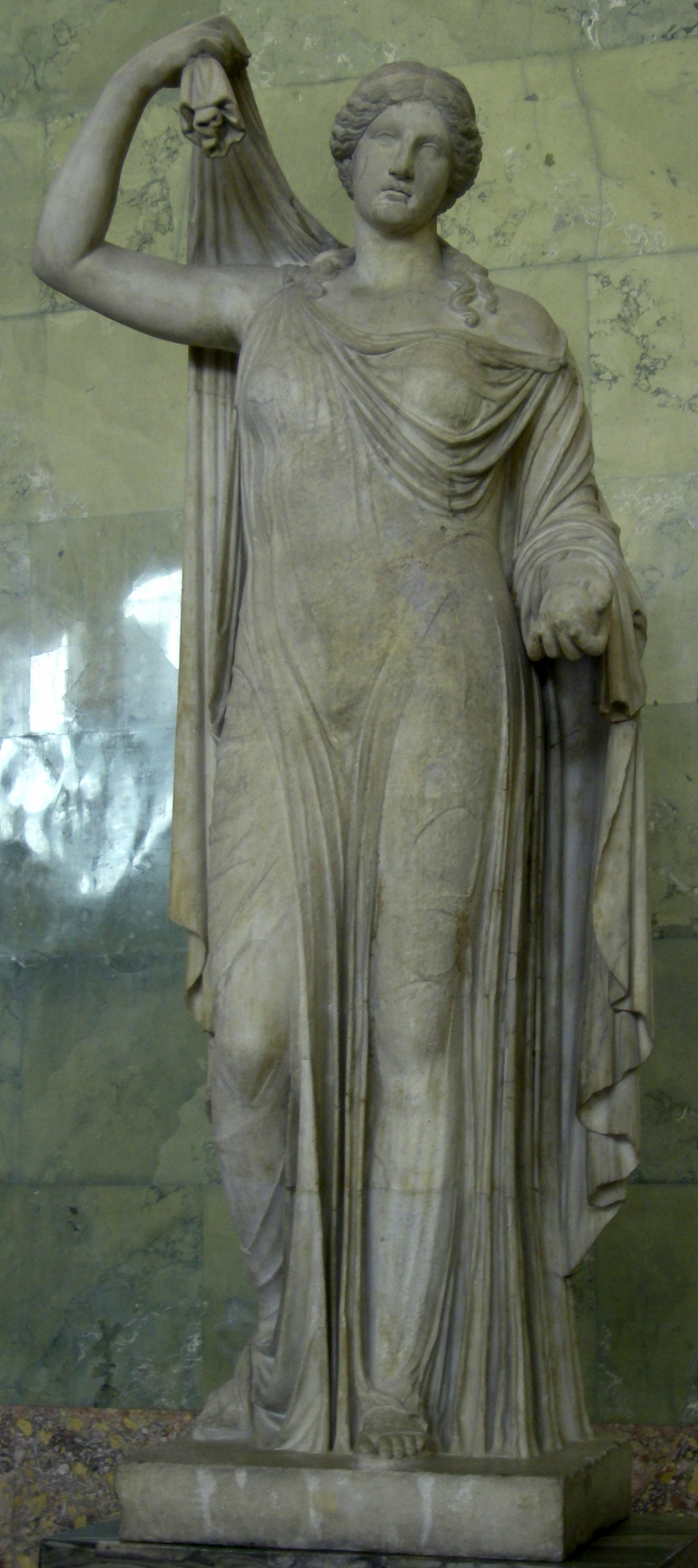
Афродита

По легенде, первым конкурсом красоты стало состязание трёх богинь Геры, Афины и Афродиты. Судьёй они выбрали Париса (человека), который и отдал главный приз — яблоко и звание Прекраснейшей — Афродите. Именно с этого и началась Троянская война.
Сохранились косвенные подтверждения того, что в древней Трое выбирали самую красивую девушку Илиона. В жюри входили певцы, скульпторы, ораторы и воины.
Наиболее давние документально подтверждённые конкурсы красоты прошли в Коринфе в 5 веке до н. э., где правил Кипелис, который учредил праздник в честь богини земли. Самая достойная претендентка была названа носительницей золота.
Грекам начинание понравилось, подобные конкурсы проходили в городе Афины а после постоянно и повсеместно. Особенно популярны были состязания на острове Лесбос в Эгейском море.
В Древнем Вавилоне после конкурса красоты победительнице присваивалось не только звание красивой, ей назначалась цена: имя девушки выкрикивали, а мужчины выкрикивали цену. Именно за эти деньги, назначенные в результате конкурса, и можно было впоследствии купить эту девушку у семьи для того, чтобы на ней жениться.
В древнем Китае, а также и у инков и у малайцев были созданы специальные правила выбора красавицы. Выбрав победительницу, её в торжественной обстановке приносили в жертву кровавому божеству или духу.
Несмотря на исламские нравы, в гаремах Османской империи развлекались, выбирая самую красивую одалиску.
Племена Австралии и островов Тихого океана до 20 века проводили конкурсы: незамужние внешне привлекательные девушки соревновались обнажёнными. На победительнице женился «первый парень на деревне».
В Уганде проводились конкурсы красоты, причём на лицо особенно никто не смотрел. Выбирали обладательницу самой красивой попы. Некоторые победительницы действительно обладали настолько весомыми достоинствами, что не могли вставать без посторонней помощи.
В России долгое время царю жену избирали в результате конкурса, на который обязаны были привести со всего государства девушек всех семейств. При этом положение и достаток значения не имели — только красота и здоровье. Приз — звание царицы и скорее всего быстрая смерть или монастырь. Так что русские государи довольно быстро меняли жён.
19 сентября 1888 года в бельгийском городе Спа состоялся первый конкурс красоты. 21 из 350 кандидаток достигли финала, где исключительно мужское жюри «осматривало» их за закрытыми дверями. Победительницей стала 18-летняя Берта Сукаре (фр. Bertha Soucaret) из Гваделупы, получившая приз в 5000 франков.

### Международные конкурсы
К наиболее значимым международным конкурсам красоты относятся:
- Мисс Мира
- Мисс Земля
- Мисс Вселенная
- Мисс Интернешнл

#### Мисс Мира
Мисс Мира (англ. Miss World) — проводящийся ежегодно международный конкурс красоты, один из самых престижных конкурсов красоты в мире, наряду с конкурсами Мисс Вселенная, Мисс Интернешнл и Мисс Земля.
Конкурс Мисс Мира появился в Великобритании благодаря Эрику Морли в 1951 году. Начиная с 2000 года, его жена, Джулия Морли, сопредседатель шоу. Наряду со своим конкурсами-конкурентами Мисс Вселенная и Мисс Земля, это шоу является одним из самых известных конкурсов красоты в мире. Телешоу финала конкурса является крупнейшим в мире, аудитория включает зрителей более чем в 200 странах.
Мисс Мира изначально был организован как фестиваль конкурс бикини и назывался «Мисс Мира» прессой. Первоначально он был запланирован как разовое мероприятие. Узнав о предстоящем шоу Мисс Вселенная, Морли решил сделать шоу ежегодным.

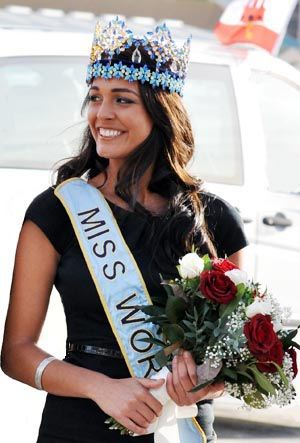
Кайане Алдорино, Мисс Мира 2009

Оппозиция на появление в бикини привела к их замене более скромными купальниками после первого конкурса. В 1959 году Би-би-си начала телевещание конкурса, отчего популярность шоу заметно выросла.
В 1980-х годах в шоу добавили тесты интеллекта и личности. Тем не менее, конкурс рассматривается как старомодный и довольно политически некорректный в своей родной Британии. Традиционно Мисс Мира живёт в Лондоне один год. С 18 августа 2012 года этот титул принадлежит 23-летней китаянке Юй Вэнься. Шесть раз за всю историю конкурса победительницами становились представительницы Венесуэлы.

#### Мисс Земля

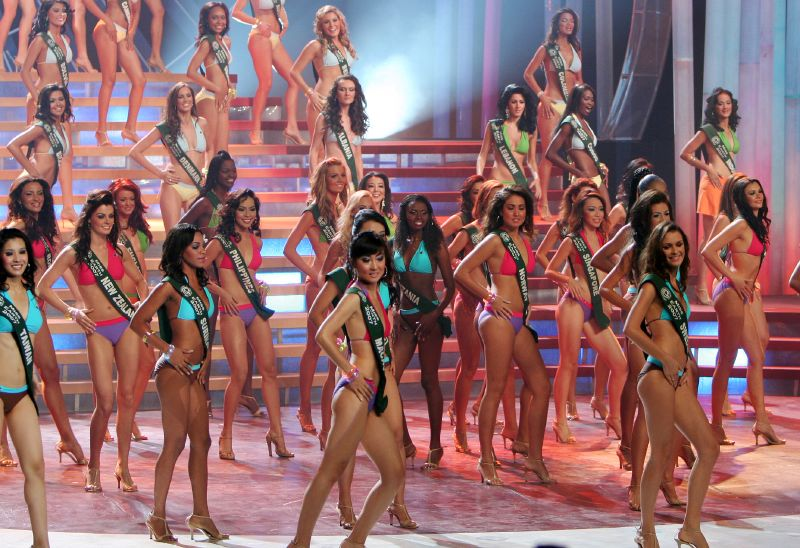
Конкурс «Мисс Земля 2008»

«Мисс Земля» (англ. Miss Earth) — один из самых престижных конкурсов красоты в мире наряду с «Мисс Мира», «Мисс Интернешнл» и «Мисс Вселенная». Количество участниц конкурса считается рекордным среди всех конкурсов красоты первого уровня. Последние 6 лет конкурс проводился на Филиппинах.

#### Мисс Вселенная
Мисс Вселенная (англ. Miss Universe) — ежегодный международный конкурс красоты, один из самых престижных конкурсов красоты в мире, наряду с конкурсами Мисс Мира, Мисс Интернешнл и Мисс Земля.
После победы в конкурсе Мисс Америка 1951 года Иоланда Бетбезе отказалась позировать в купальниках Catalina, производившимися компанией Pacific Mills, которая была крупным спонсором конкурса. Тогда в 1952 году Pacific Mills вышла из участия в Мисс Америка и основала альтернативный американский конкурс Мисс США и международный конкурс Мисс Вселенная. Первый конкурс был проведён в Лонг-Бич и на нём победила Арми Куусела из Финляндии.
Конкурс был впервые показан по телевидению в 1955 году. До 1971 года конкурс проводился в США, но с 1972 он каждый год проводится в новой стране.
Впоследствии конкурс стал частью компании Kayser-Roth, а затем Gulf and Western Industries. В 1996 году права на проведение конкурса были куплены Дональдом Трампом. География стран-участниц продолжает расширяться. В последние годы к нему присоединились Китай (2002), Албания (2002), Вьетнам (2004), Грузия (2004), Эфиопия (2004), Латвия (2005), Казахстан (2006) и Танзания (2007).
Россия как отдельная страна участвует в конкурсе с 1994 года. В 2002 году победительницей конкурса стала Мисс России Оксана Фёдорова. Однако она потеряла титул после того, как не смогла выполнить все связанные с ним обязанности. В 2005 году победила Наталья Глебова, Мисс Канада, родившаяся в России (Туапсе).

#### Мисс Интернешнл
Мисс Интернешнл (Miss International Beauty, The International Beauty Pageant, Международный конкурс красоты) — четвёртый по величине конкурс красоты в мире. Первоначально он был проведён в Лонг Бич, Калифорния, США в 1960 году после переноса конкурса Мисс Вселенная в Майами. До 1967 года конкурс проводился в Лонг Бич, с 1968 по 1970 он перекочевал в Японию, где и проводился каждый год в одном и том же городе, который также известен выставкой Экспо 70. В течение 1971 и 1972 годов конкурс снова был проведён в Лонг Бич, однако после этого периода он опять ежегодно проводился в Японии. Действующая Мисс Интернешнл — Икуми Ёсимацу из Японии, она завоевала этот титул 21 октября 2012 года.
Этот конкурс красоты, известный также как «Праздник красоты» и даже «Состязание красоты», проводится не только посредством оценки внешнего вида участниц. От конкурсанток ожидается образ «Послов мира и красоты», проявление отзывчивости, доброжелательности, дружелюбия, красоты, интеллекта, способности к принятию решений, и самое главное, лояльности к другим странам.
Заключительным заданием для конкурсанток Мисс Интернешнл является презентация речи-убеждения в необходимости мира на Земле, доброжелательности и осознании этих понятий.

### Конкурсы мужской красоты
В некоторых странах проводятся также конкурсы мужской красоты. Они во многом схожи с конкурсами женской красоты, отличаясь лишь тем, что упор делается на мужских качествах: удали, силе, атлетичности. Такие конкурсы проводятся, например, в Швейцарии, где ежегодно, путём голосования по окончании конкурса, выявляется «Мистер Швейцария».

## Примеры красоты
В природе

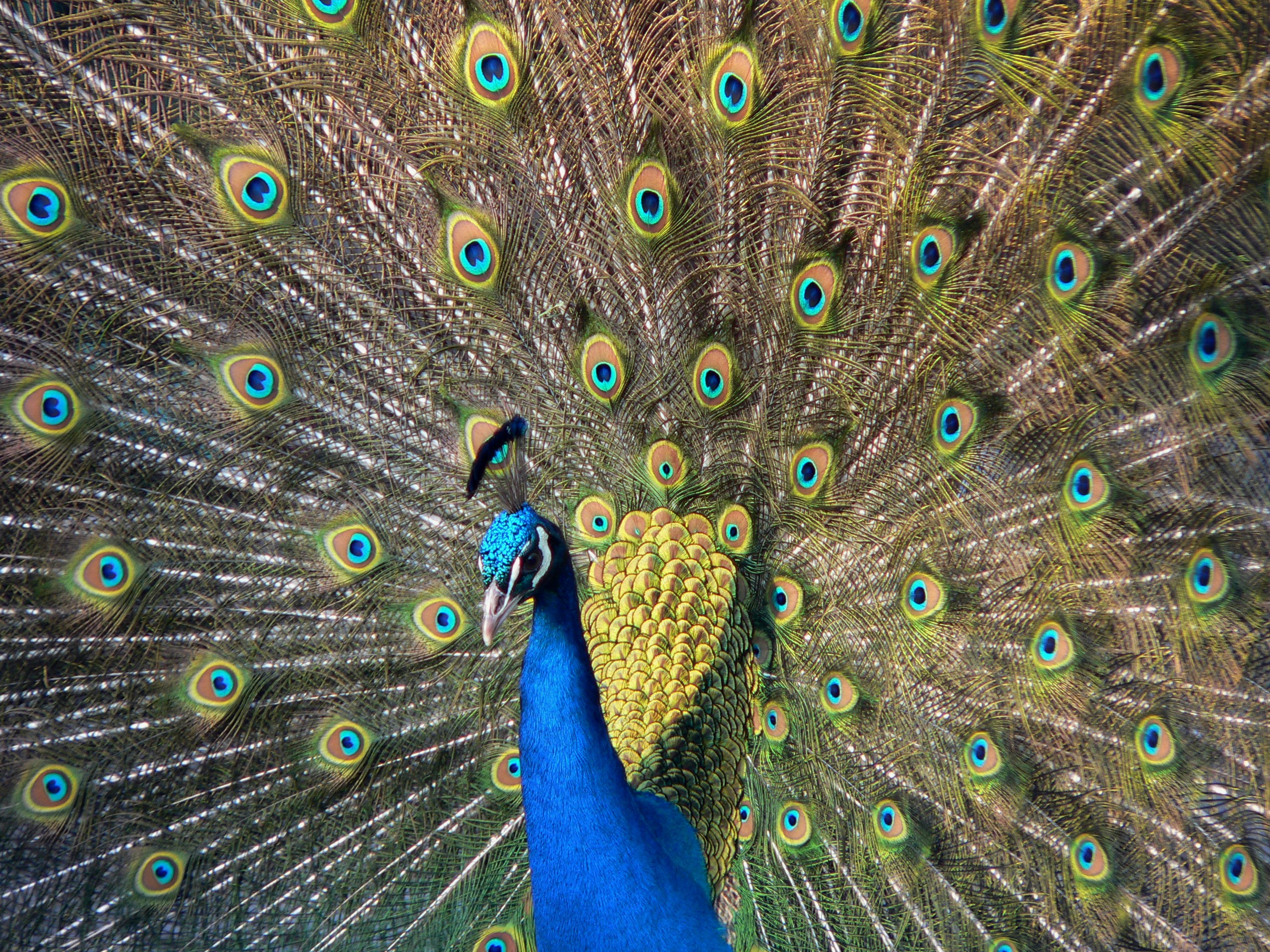
Павлин
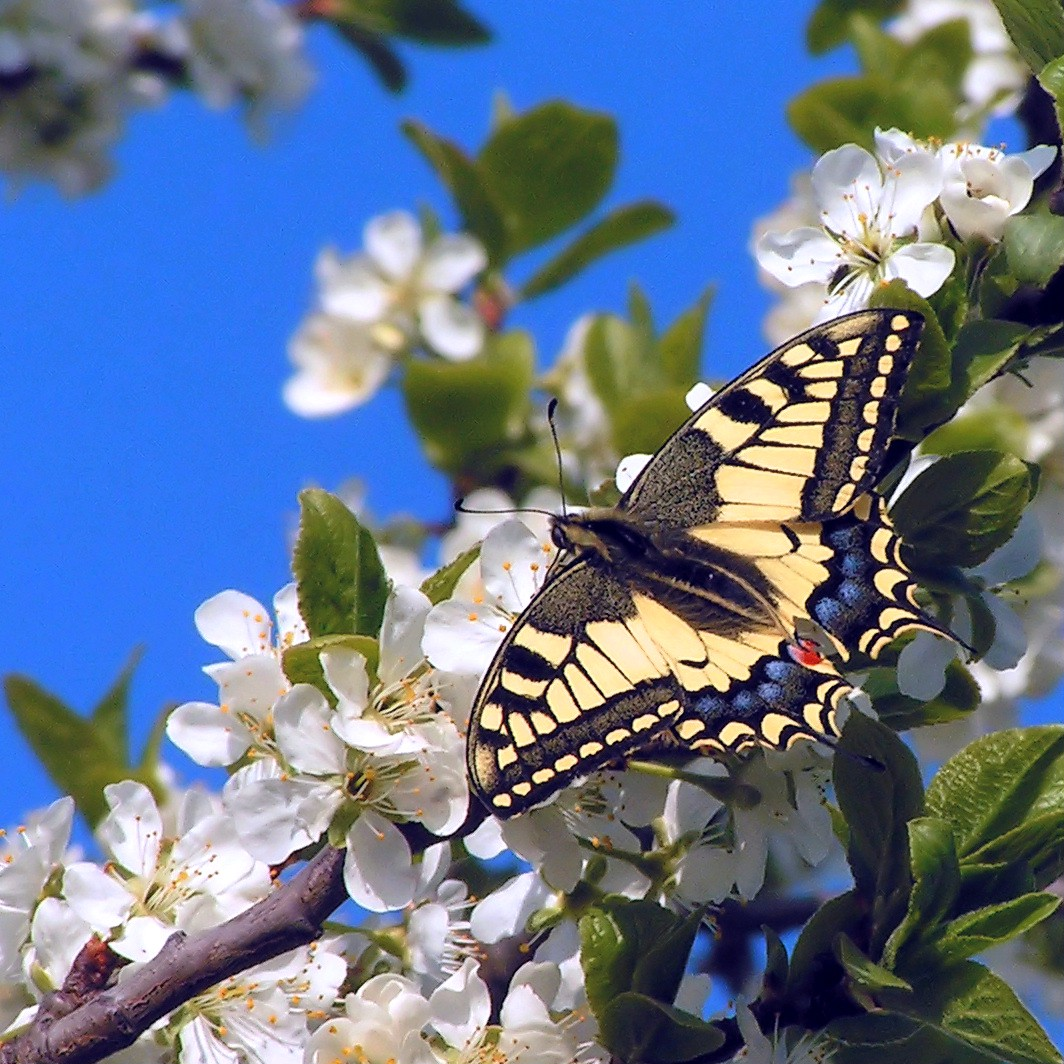
Бабочка
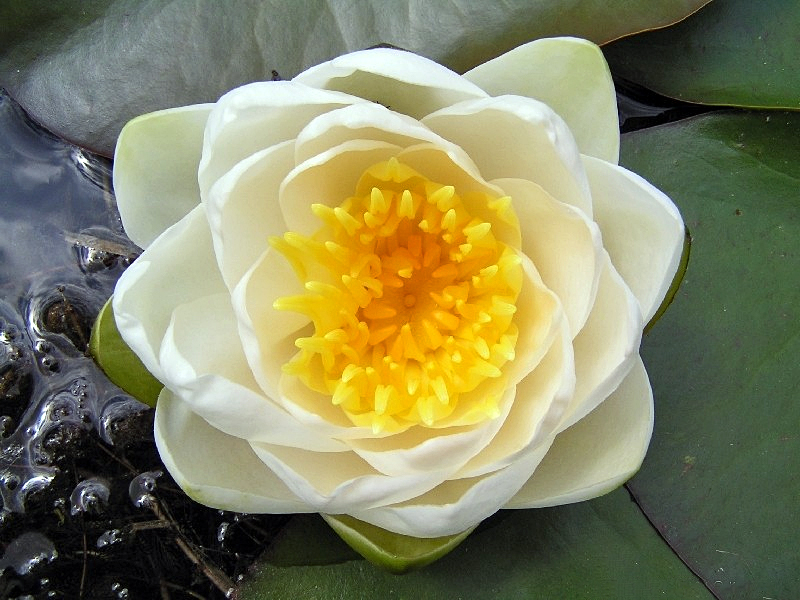
Нимфея alba
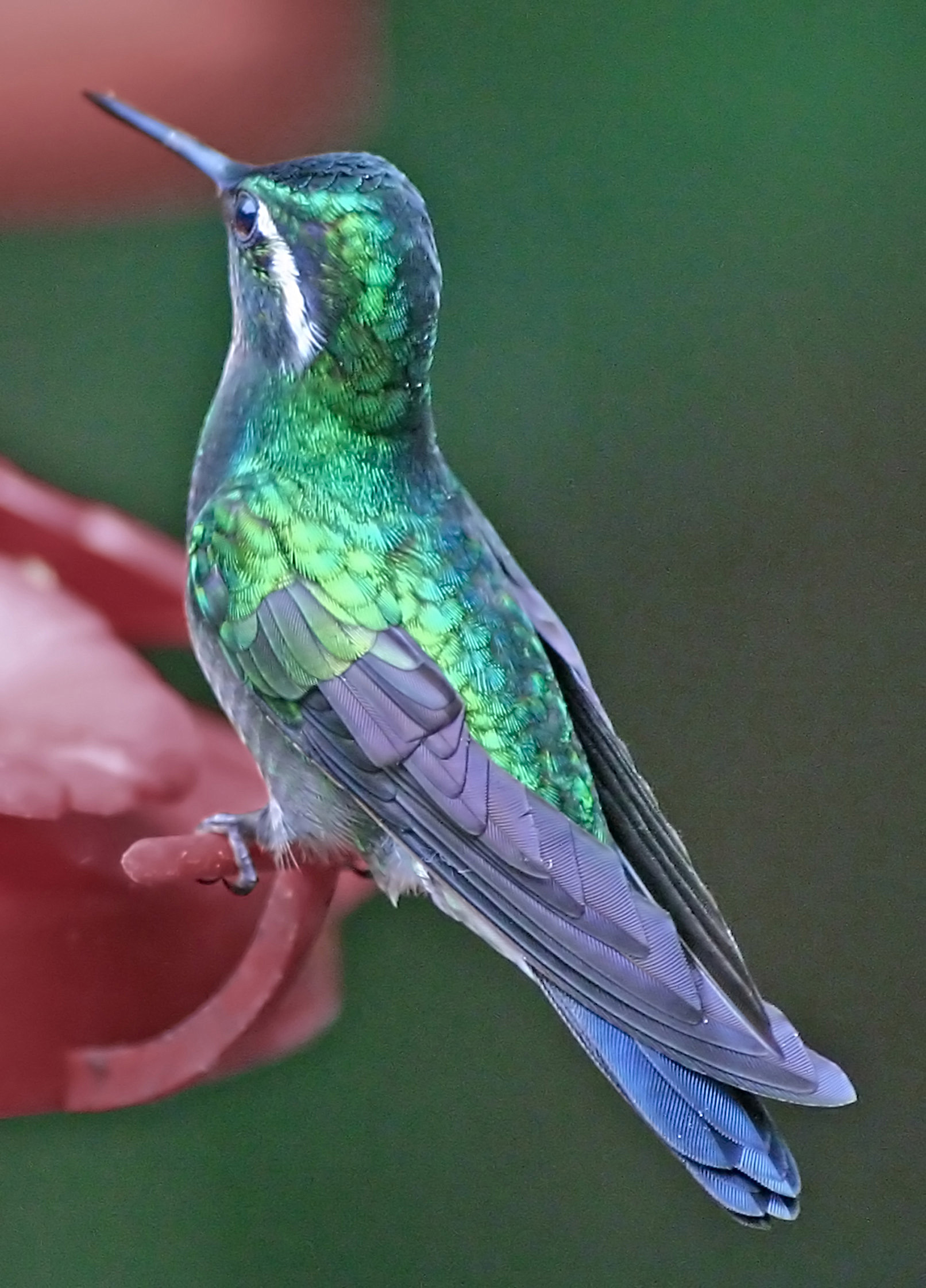
Колибри

В архитектуре

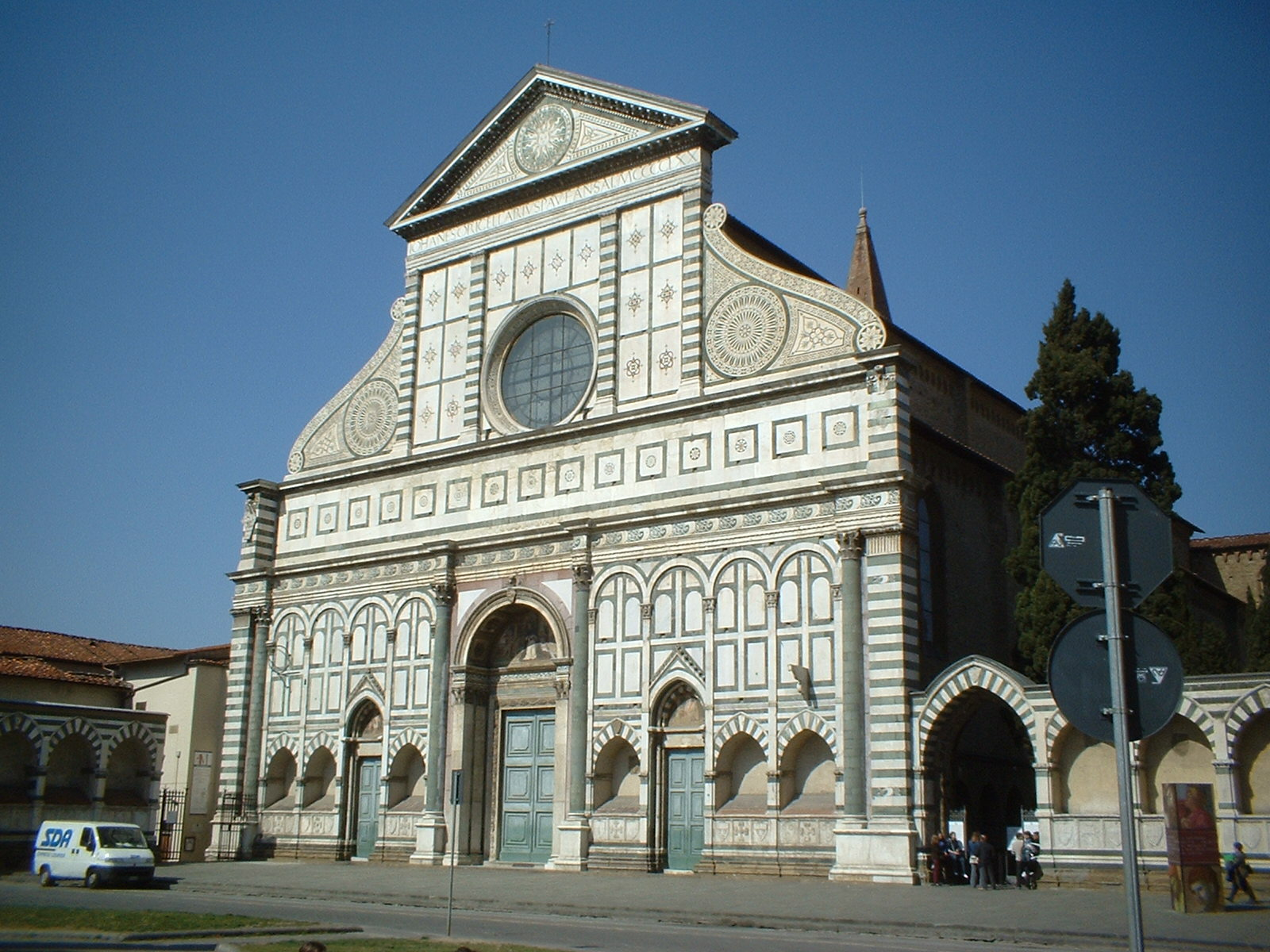
Фасад церкви Санта-Мария-Новелла (Италия, г.Флоренция)
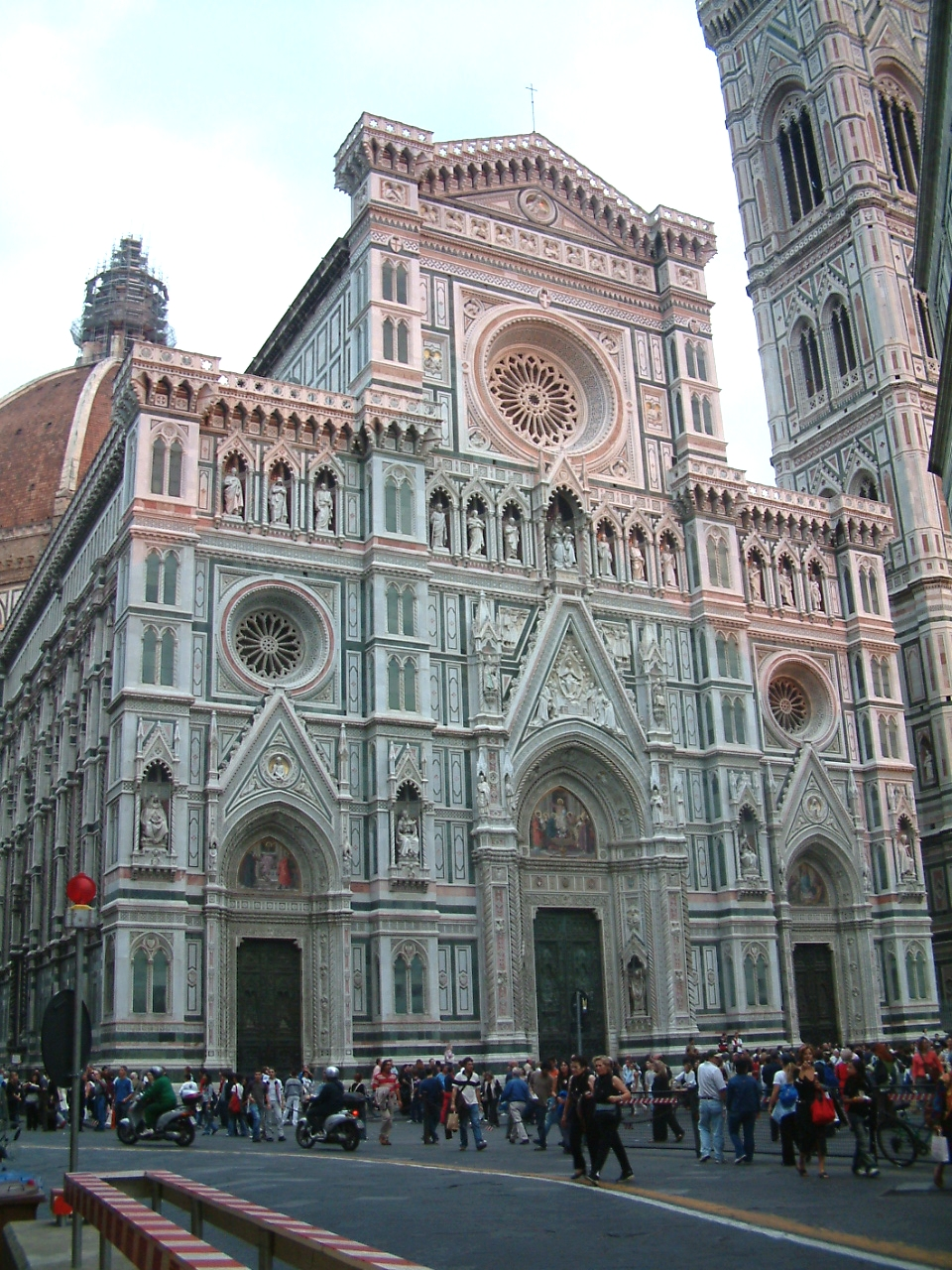
Фасад собора Санта-Мария-дель-Фьоре (Италия, г.Флоренция)
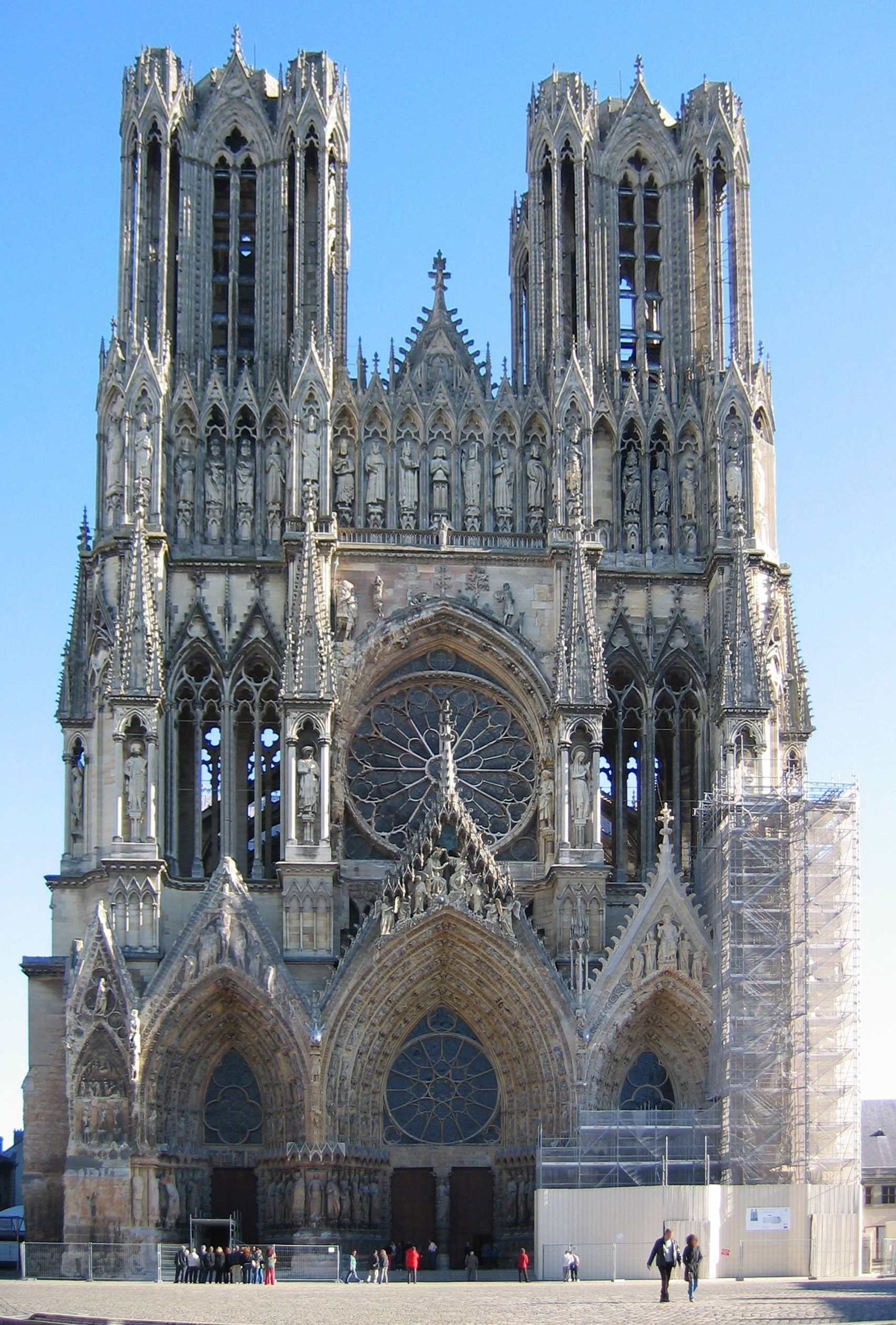
Фасад Реймсского собора (Франция, г.Реймс)
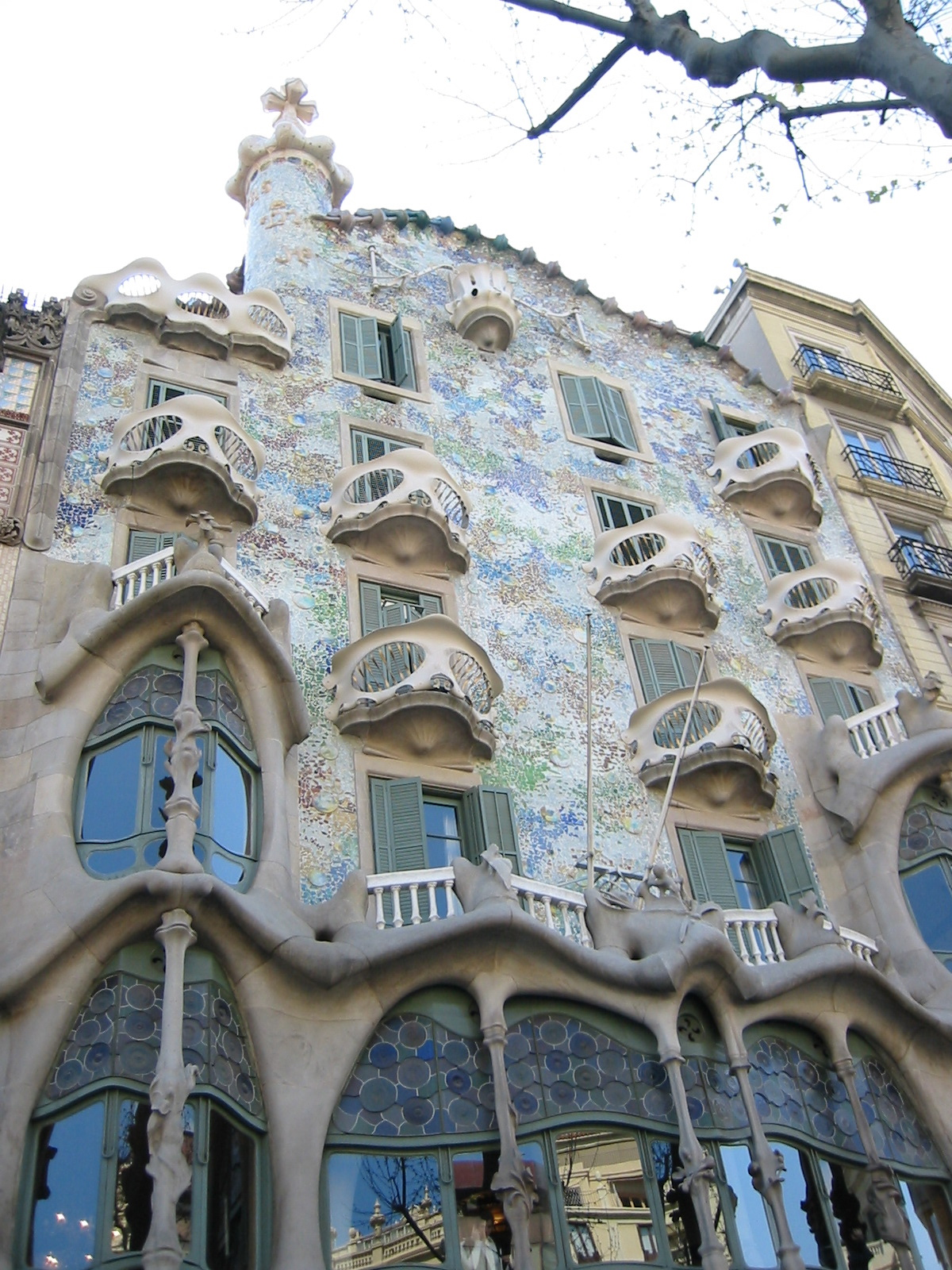
Антонио Гауди: Дом Бальо (Испания, г.Барселона)

В скульптуре

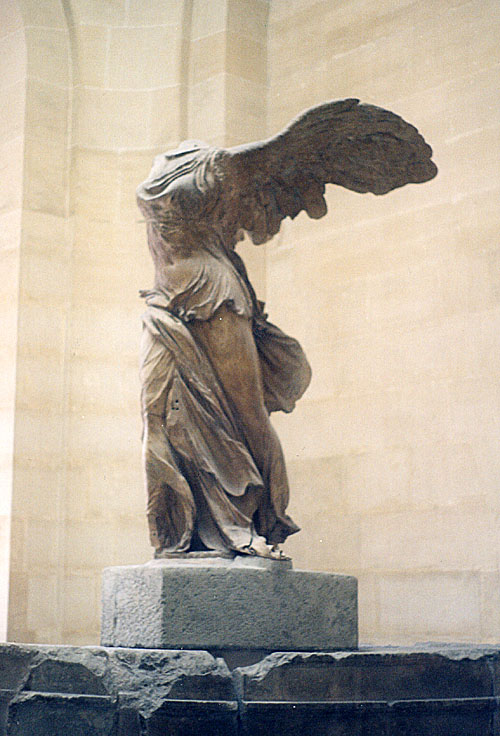
Ника Самофракийская
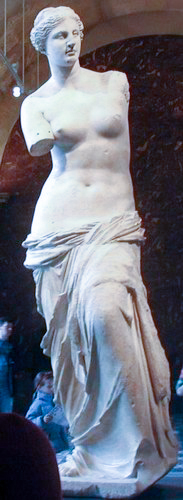
Венера Милосская
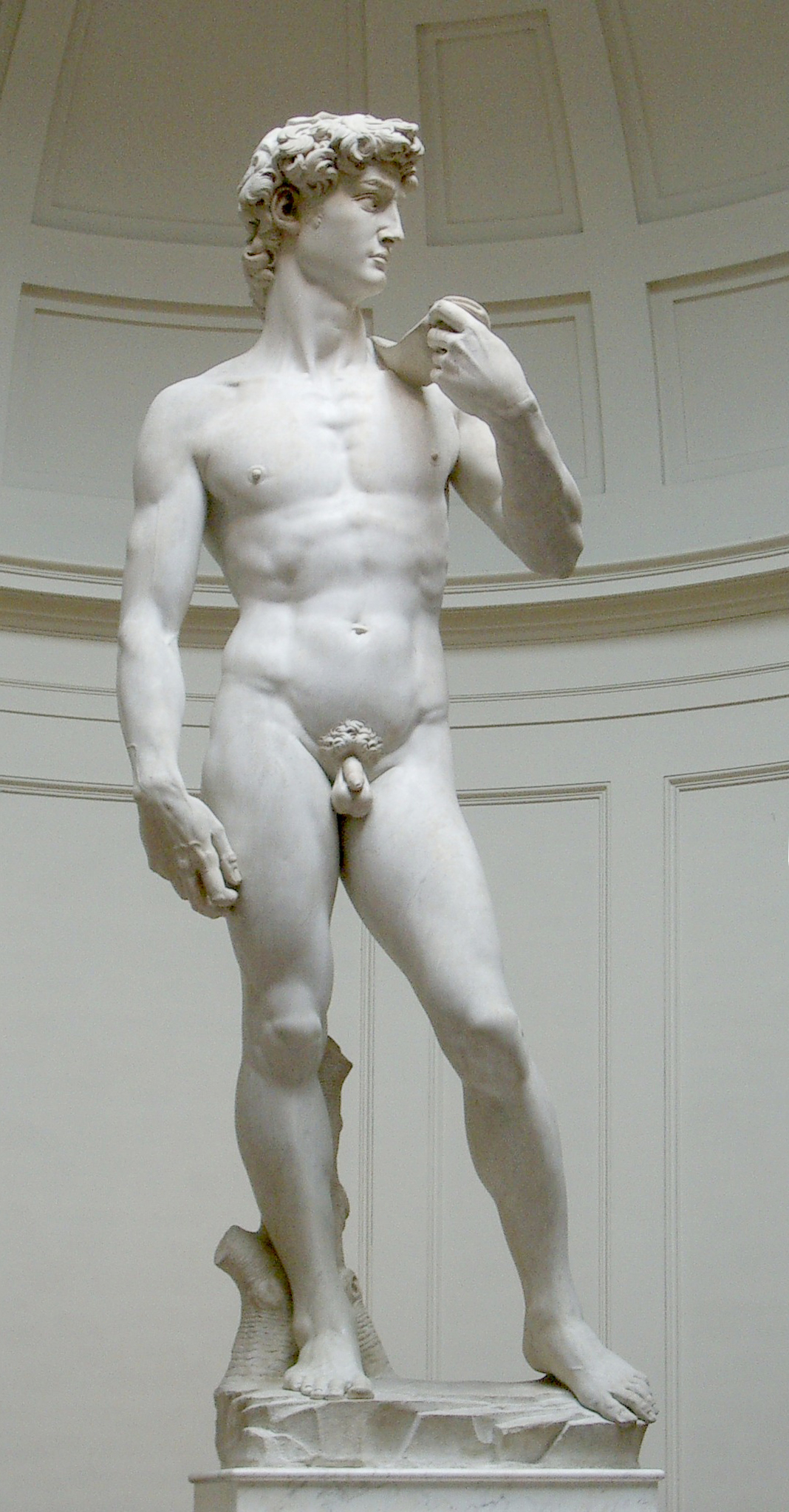
Микеланджело: Давид
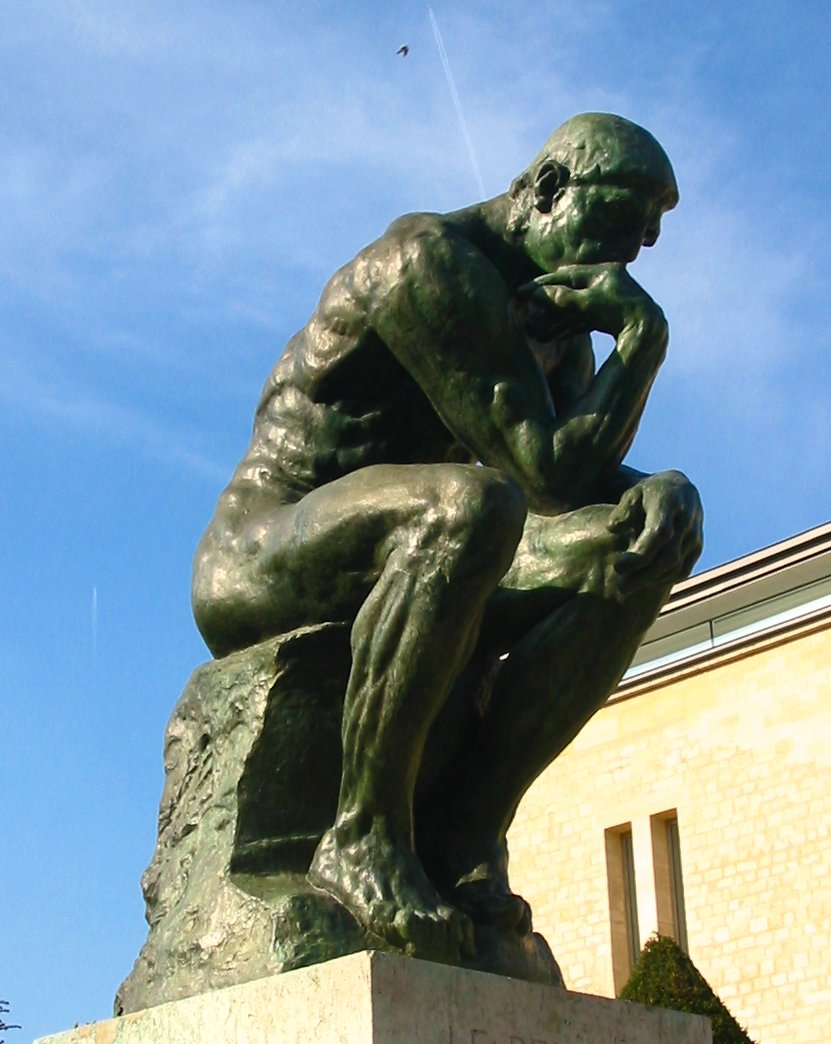
Огюст Роден: Мыслитель

В изобразительном искусстве

Сандро Боттичелли: «Рождение Венеры» (ок. 1485)
Леонардо да Винчи: Мона Лиза
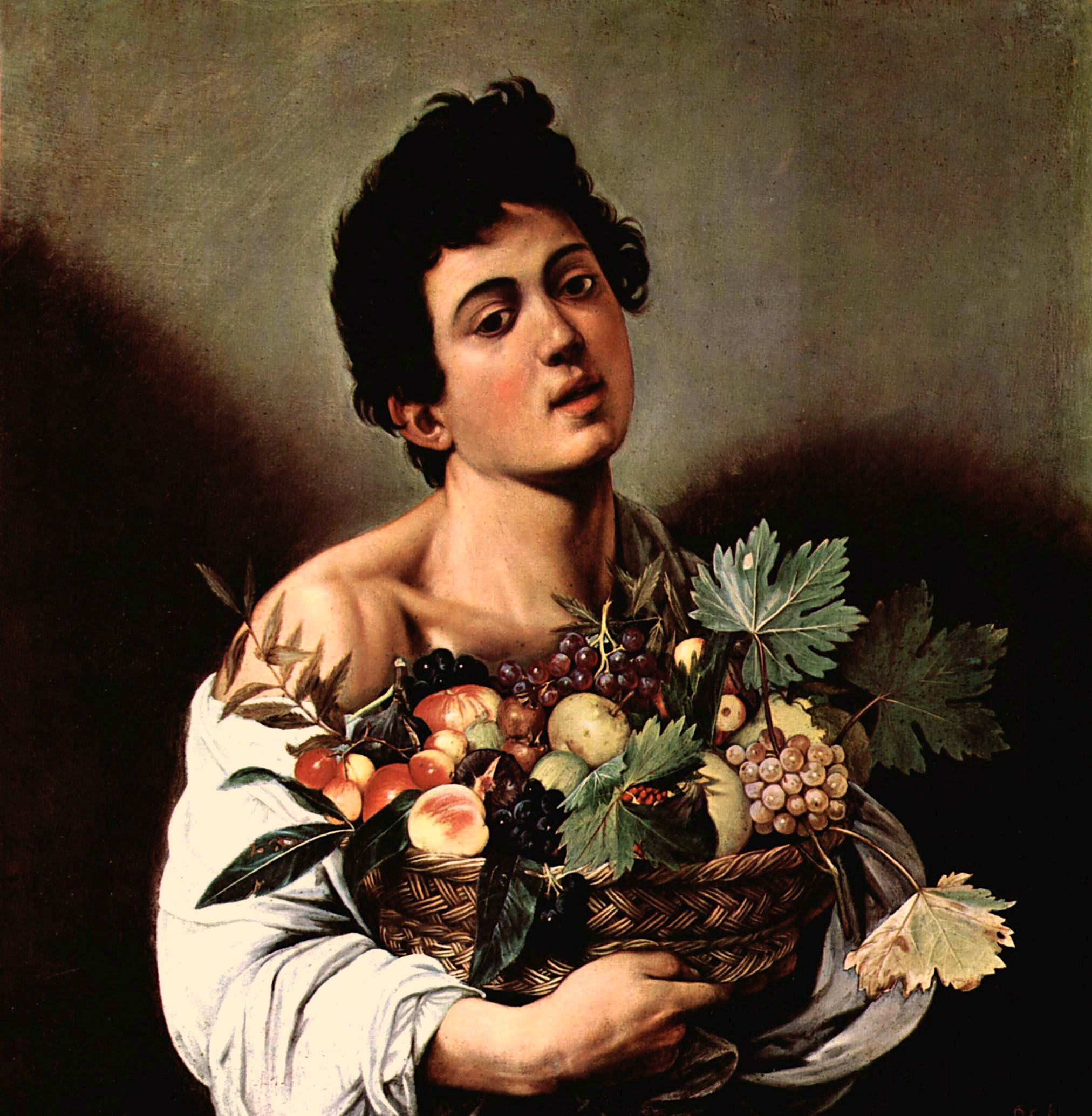
Караваджо: Юноша с корзиной фруктов
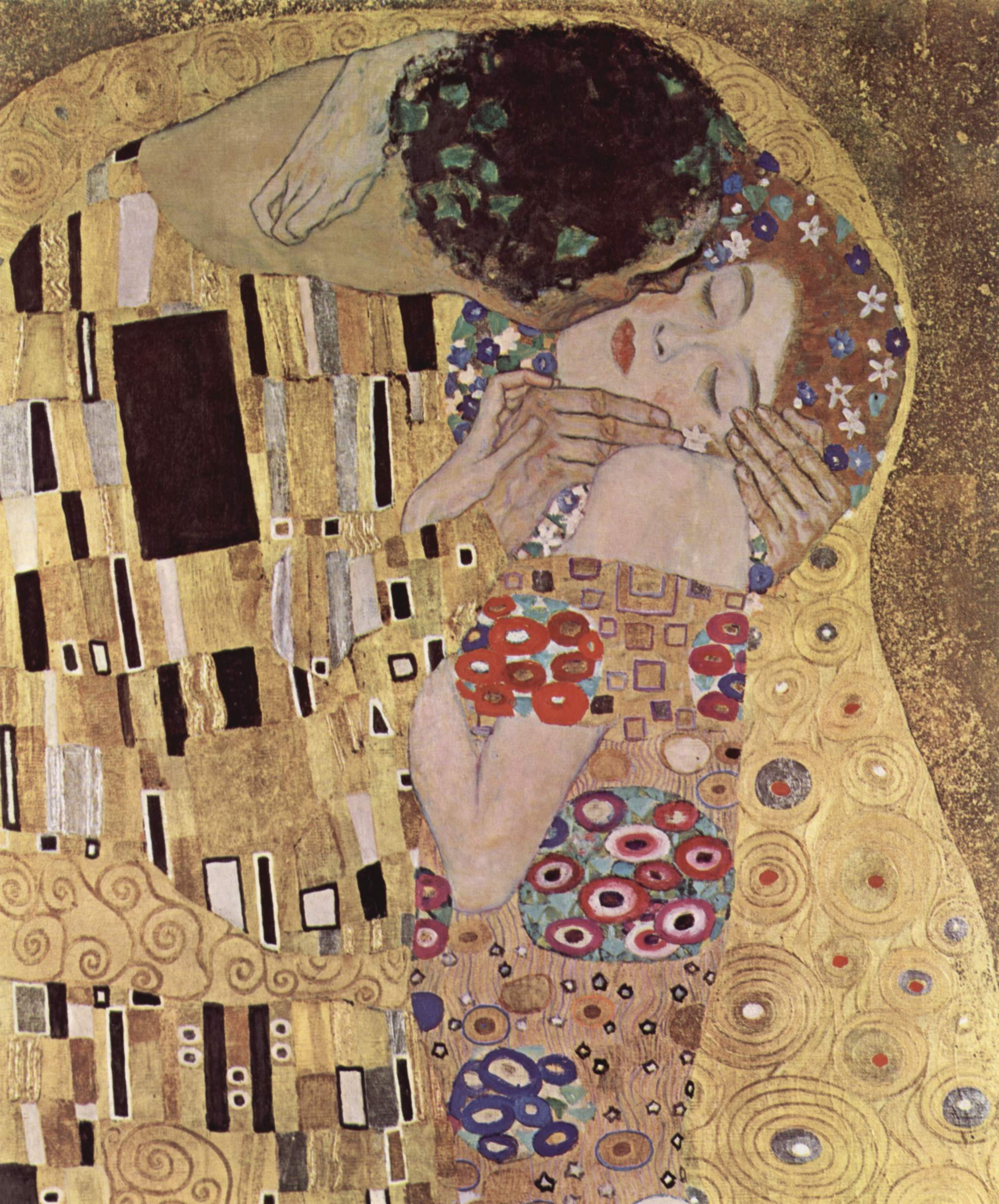
Густав Климт: Поцелуй

В математике

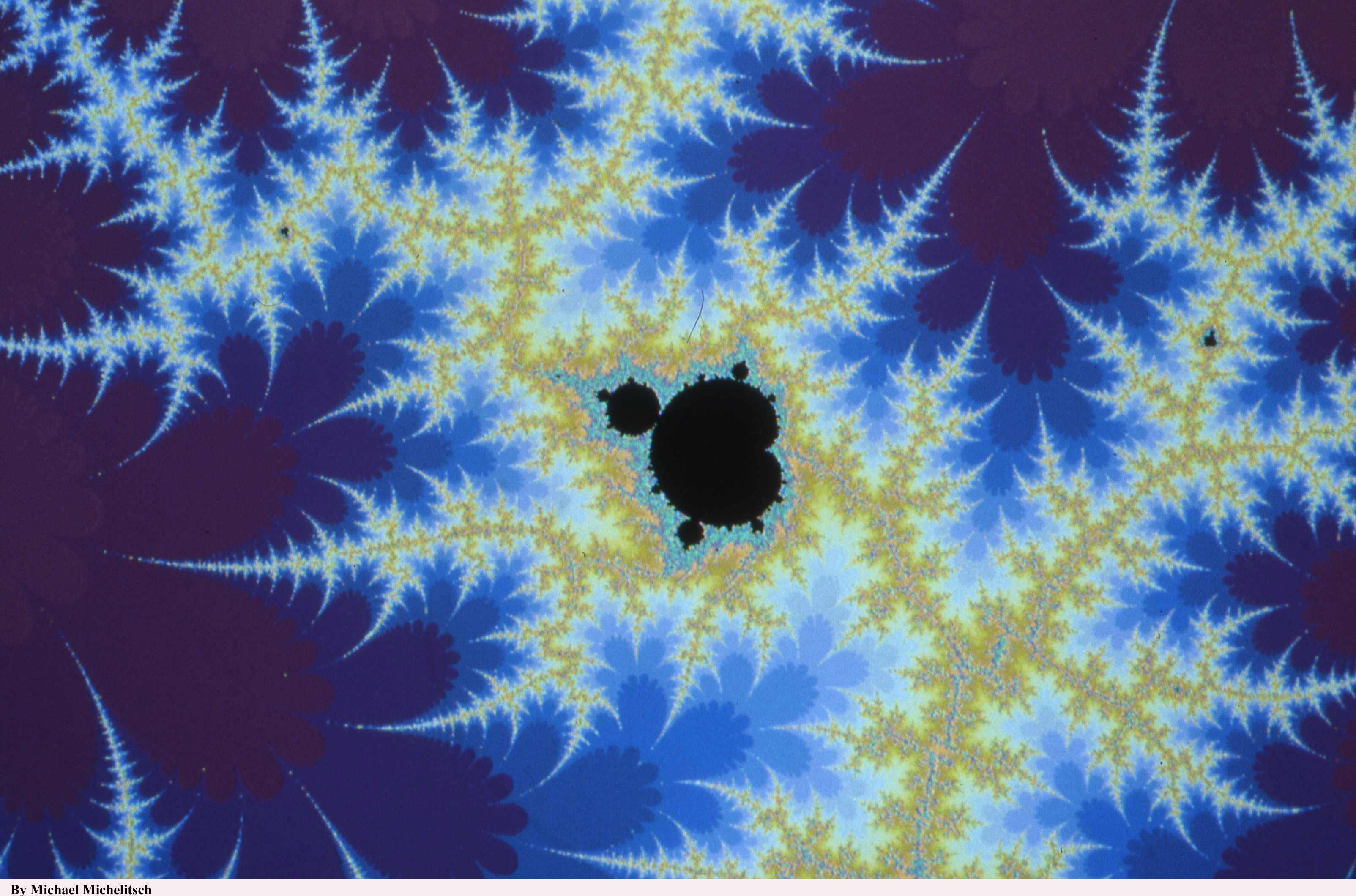
rami fractales Michaelis
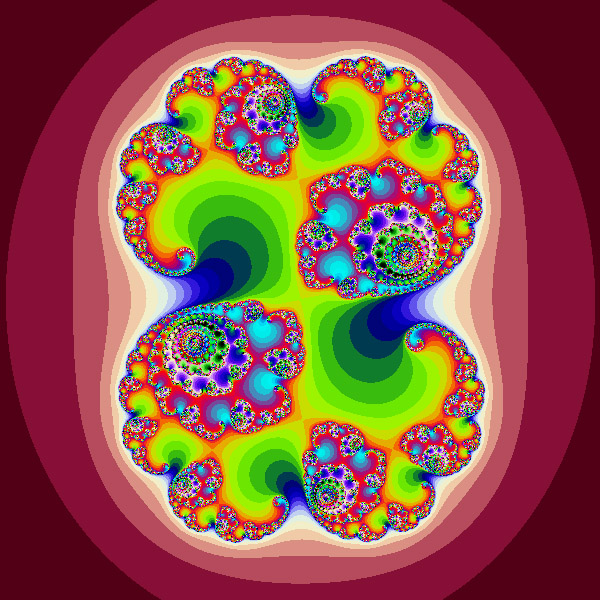
Iuliae somnium
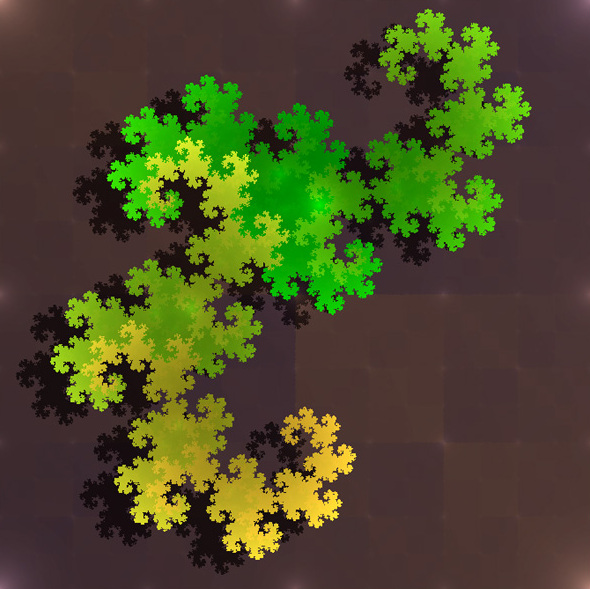
Flexura fractalis draconis
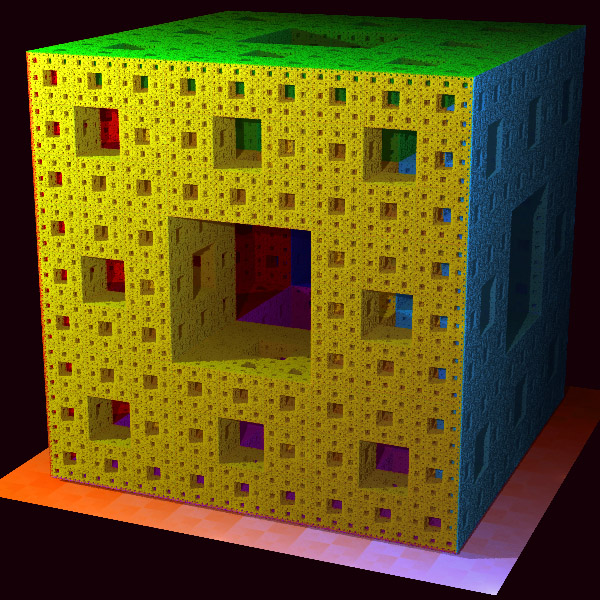
Губка Менгера